# Nathalie Sarrautová
Nathalie Sarrautová [Sarotová], rozená Natalia Iljinična Černiovskaja (18. července 1900 Ivanovo– 19. října 1999 Paříž) – jako datum narození bývá někdy uváděn 5. červenec 1900, byla francouzská spisovatelka ruského původu, představitelka a zakladatelka tzv. nového románu.
Narodila se poblíž Moskvy, ale již roku 1909 se její rodiče trvale usadili v Paříži. Zde také vystudovala práva, historii a sociologii, poté zahájila právnickou praxi, které zanechala roku 1941, kdy se začala plně věnovat literatuře.

## Dílo
- Tropismy – (1939), kniha krátkých (často jednostránkových) próz, má ale podtitul román. Toto dílo bývá označováno za základ nového románu, protože se v něm objevují některé principy zavedené do nového románu.
- Portrét neznámého – (1948)
- Pan Martereau – (1956)
- Planetárium – (1959)
- Zlaté plody – (1963), je to román o románu téhož jména. Sarrautová zde konfrontuje své názory s názory „snobských hodnotitelů nového románu“, který nikdo nečetl.
- Mezi životem a smrtí – (1968)
- Slyšíte je? – 1972
- Říkají pitomci – 1976
- Dětství – 1983
- Věk podezírání – esej vysvětlující její názory na literaturu.

### Drama
- Mlčení – (1964)
- Lež – (1967)